# Nikon F-401
La Nikon F401 (coneguda com a N4004 als Estats Units) és una càmera SLR de 35mm fabricada per Nikon entre 1987 i 1989. Aquesta, estava destinada a fotògrafs principiants i va ser la primera de la gamma en incorporar enfocament automàtic.
La F-401 va sortir al mercat per a substituir a la F-301. I el 1994, la F-401 va ser substituïda per la F50.

## Característiques
Per primera vegada en una Nikon, tot el control de l'exposició, inclosa l'obertura, es realitza exclusivament des de la càmera; l'anell d'obertura de l'objectiu ha de romandre bloquejat. El temps d'exposició i l'obertura s'ajusten mitjançant dos dials a la part superior de la càmera. Aquest disseny fa que la F-401 sigui la primera càmera de Nikon totalment compatible amb els objectius trets al mercat posteriorment, els quals no disposaven d'anell d'obertura (Nikkor G). També és compatible amb objectius AF i AF-D.

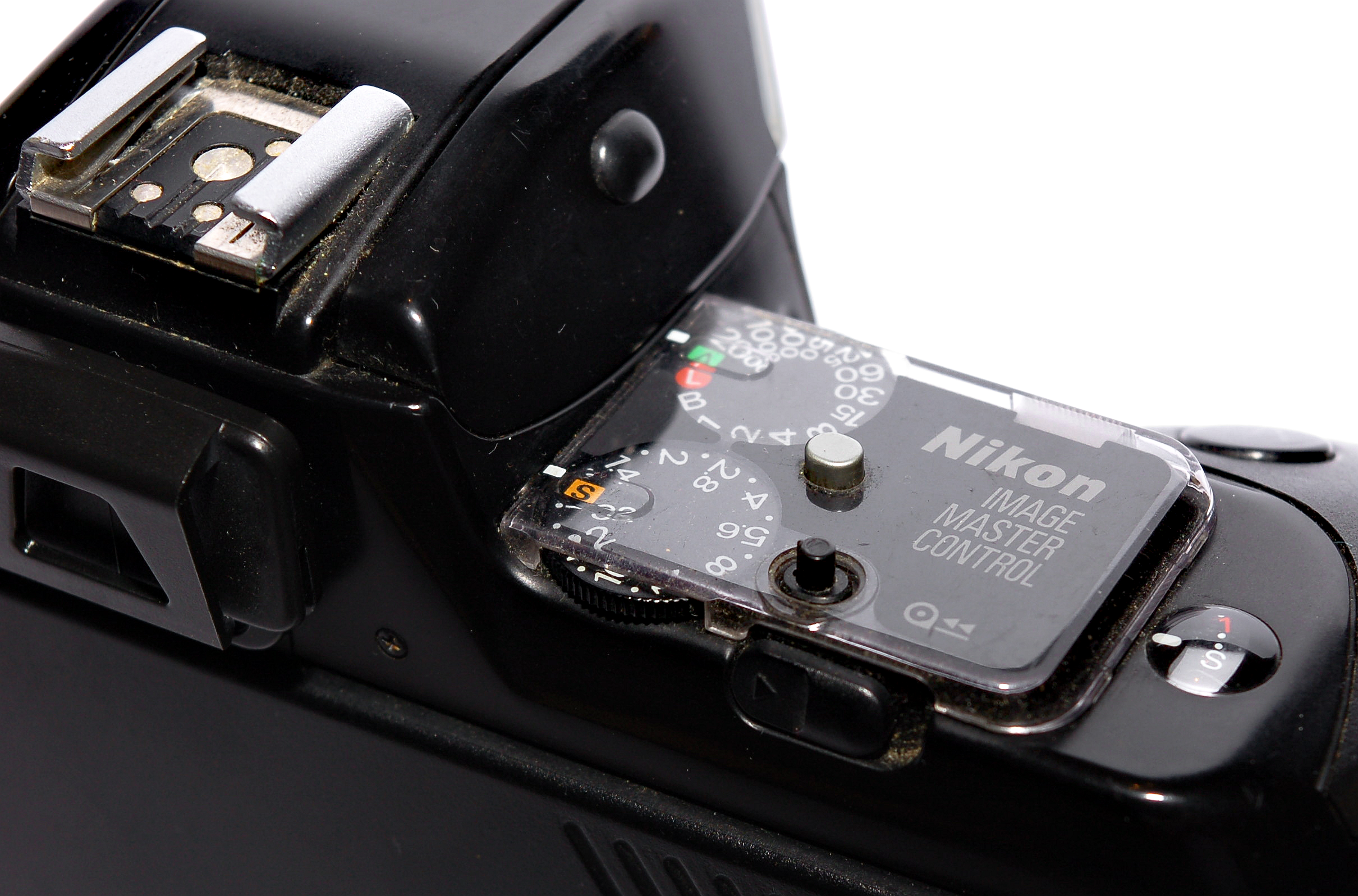
Dials de la Nikon F-401

La velocitat d'obturació es pot configurar des d'un dial que va des d'1 segon fins a 1/2000, incloent-hi el mode Bulb per a llargues exposicions. L'obertura del diafragma es pot ajustar amb un altre dial que va des de f/1.4 a f/32. La sensibilitat de la pel·lícula no es pot ajustar manualment, però a l'incorporar un lector DX, cada cop que es canvia de rodet, la càmera llegirà el codi i ajustarà la sensibilitat, que pot anar des de 25 fins a 5.000 ASA.
Al ser una càmera per aficionats, a part del mode manual també incorpora el mode automàtic, prioritat a l'obertura i prioritat d'obturació.
La visualització de funcions al visor, encara que bàsica, és fàcil d'utilitzar: un indicador lluminós verd indica si la nitidesa és òptima, i tres indicacions vermelles (-, + i O) indiquen subexposició, sobreexposició o exposició correcta.
Aquesta també, és la primera reflex de Nikon que incorpora un flaix retràctil a sobre del visor. La F-401 funciona amb 4 piles AA, les quals van muntades a l'empunyadura de la càmera.

## Versions
El 1989, Nikon va llançar el mercat una actualització de la F-401, anomenada F-401S (N4004S als EUA). Aquesta actualització incorpora un mòdul (AM200 AF) d'enfocament millorat.

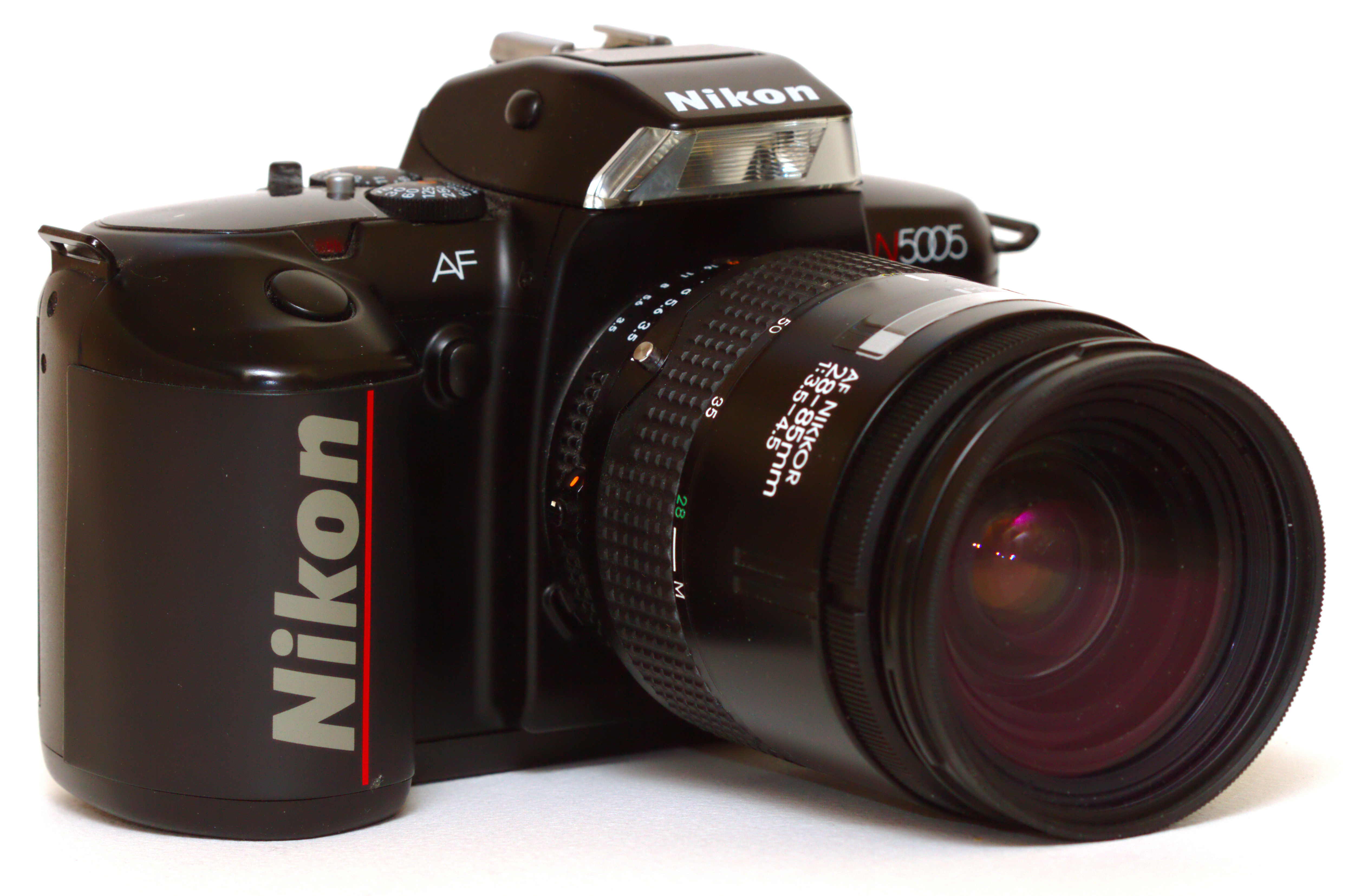
Nikon N5005 (Versió dels EUA de la F-401X)

El 1991, Nikon va presentar una nova actualització de la F-401, anomenada F-401X (N5005 als EUA). En aquesta, es va ampliar el dial de la velocitat d'obturació d'1 segon fins a 30 segons.